# Assedio di Katsurao
L′assedio di Katsurao del 1553 fu una della tante battaglie di Takeda Shingen per prendere il controllo dello Shinano. La fortezza, difesa da Murakami Yoshikiyo, fu conquistata dai Takeda che nei quattro mesi successivi presero anche le fortezze minori di Wada, Takashima e Fukuda.
Murakami Yoshikiyo fuggì dallo Shinano e si rifugiò nella provincia di Echigo dal clan Uesugi, di cui diventerà uno dei principali servitori.